# Emilio Benavent Escuín
Emilio Benavent Escuín (* 10. April 1914 in Valencia, Spanien; † 4. Januar 2008) war ein römisch-katholischer Geistlicher. Er war Bischof von Málaga sowie später Erzbischof von Granada und Militärbischof von Spanien.

## Leben
Emilio Benavent Escuín studierte zunächst Theologie und anschließend Literaturwissenschaften und Philosophie an der Universität Complutense Madrid. Nach dem Bürgerkrieg wurde er 1944 an der Päpstlichen Universität Comillas mit der Arbeit La doctrina de la fe en San Gregorio Nacianceno zum Dr. theol. promoviert. Er empfing am 18. Juli 1943 die Priesterweihe und war in der Seelsorge und als Lehrer in der Erwachsenenbildung im Bistum Málaga tätig. 1946 wurde er Kanoniker und Professor für Theologie, Religiöse Kunst und Patristik im Priesterseminar des Bistums. Er war zudem Spiritus der Jugendorganisation „Juventud de Acción Católica“. Ab 1951 baute er die Pfarrgemeinde San Patricio bei Huelin auf.
Am 6. Dezember 1954 wurde er von Papst Pius XII. zum Titularbischof von Cercina ernannt und zum Weihbischof im Bistum Málaga bestellt. Die Bischofsweihe spendete ihm der Apostolische Nuntius in Spanien, Erzbischof Ildebrando Antoniutti, am 13. Februar des folgenden Jahres; Mitkonsekratoren waren Rafael Alvarez Lara, Bischof von Guadix, und Antonio Añoveros Ataún, Koadjutorbischof von Cádiz y Ceuta. Er war neben seinem Bischofsamt als Generalvikar tätig, Regens des Priesterseminars und in wichtigen Funktionen der spanischen Bischofskonferenz.
Am 13. Februar 1960 wurde er zum Koadjutorbischof ernannt. Er war nahm an der ersten und dritten Sitzungsperiode des Zweiten Vatikanischen Konzils als Konzilsvater teil. Am 30. September 1966 wurde er nach dem Rücktritt Ángel Kardinal Herrera Orias zum Apostolischen Administrator des Bistums Málaga bestellt. Am 7. April 1967 ernannte ihn Papst Paul VI. zum Bischof von Málaga. Am 26. August 1968 wurde er zum Titularerzbischof von Tiburnia und zum Koadjutorerzbischof von Granada ernannt. Mit dem Tod Rafael García y García de Castros am 3. Februar 1974 folgte er diesem als Erzbischof von Granada nach. Papst Paul VI. ernannte ihn am 25. Mai 1977 zum Titularerzbischof von Maximiana in Numidia und zum Spanischen Militärbischof.
Am 27. Oktober 1982 nahm Papst Johannes Paul II. den Rücktritt Emilio Benavent Escuíns vom Amt des Militärbischofs an. Am 7. März 1998 verzichtete er auf seinen Titularsitz Maximiana in Numidia.